# Emil Škurka
Emil Škurka (25. července 1911 Žerotín – 18. prosince 1990 Olomouc) byl český katolický kněz, člen řádu salesiánů a politický vězeň komunistického režimu.

## Studium
Jako mladý student se zájmem o salesiánskou spiritualitu odejel v roce 1926 na výzvu Dr. Augustina Štancla ve třetí skupině českých chlapců do Itálie, do Perozy. Za rok se salesiánští chovanci prvního ročníku z Perozy stěhovali na Moravu do Fryštáku. Mezi nimi byl i Škurka. Po třech letech studií ve Fryštáku vstoupil do noviciátu ve Sv. Beňadiku, kde 6. srpna 1932 složil první řeholní sliby.
Po složení slibů se vrátil do Fryštáku. Po dvou letech začal v roce 1934 ve Fryštáku asistenci (další stupeň řeholní formace). Další dva roky byl na asistenci v Ostravě. Na podzim roku 1936 je poslán na studium teologie do Říma v Itálii. Dne 23. září 1939 byl v Římě vysvěcen na kněze. Jelikož návrat do vlasti nebyl ve válečných letech žádoucí, pokračoval ve studiu církevního práva v Turíně na papežské salesiánské univerzitě (Pontificio Ateneo Salesiano - PAS). V roce 1943 přešel do Říma na Lateránskou univerzitu a pokračoval ve studiu všeobecného práva, pokud to válečné události dovolily.
Když Itálie kapitulovala a přešla na stranu spojenců, zapojil se do zahraničního odboje a sloužil v duchovní službě v Československé armádě v Anglii. Po válce ještě rok dokončoval studium na Lateránské univerzitě v Římě. Dosáhl doktorátu práv a stal se členem římského církevního soudu, Tribunálu Římské Roty. V roce 1946 se vrátil do vlasti. Začal přednášet na teologickém učilišti inspektorie v Oseku u Duchcova. Podílel se na pastoraci v osecké oblasti. Dojížděl také přednášet církevní právo do litoměřického semináře. Byl členem diecézního církevního soudu. Zůstal korespondujícím členem Tribunálu Římské roty. Zapsal se také jako dálkový student práv na Univerzitě Karlově v Praze. Po komunistickém puči v únoru 1948 byl při čistkách na vysokých školách ze studia vyloučen.

## Pronásledování
Když byly v roce 1950 v rámci Akce K likvidovány Státní bezpečností řehole, byl Škurka internován v klášteře Osek. Jeho internace se však proměnila ve vězení. Jako osoba nebezpečná komunistickému režimu byl odsouzen za čtení pastýřského listu, který četl v roce 1949 na Boží Tělo. Z vězení putoval zase do internačního kláštera Želiv. Byl propuštěn v roce 1955. Odešel do Olomouce a manuálně pracoval. V roce 1956 byl při zatýkání spolubratří opět zatčen o odsouzen za salesiánskou činnost a za podání zprávy o situaci církve u nás do zahraničí. Po propuštění se vrátil do Olomouce, kde pak pracoval do roku 1968. Vyučil se elektromontérem, avšak nepřestal se zajímat o svůj obor a o teologii. Stále obcházel antikvariáty, kde se v té době ještě občas objevily teologické knihy z různých pozůstalostí. Nakupoval, protože věřil, že jednou budou opět potřeba.
Přišel rok 1968 a s ním pražské jaro. Biskup Štěpán Trochta se vrací z internace do Litoměřic a povolává Škurku, aby mu pomáhal v právních záležitostech. Stěhuje se tedy do Litoměřic, provází biskupa Trochtu při jeho návštěvách v Římě, kde má v různých kongregacích své spolužáky. Připravuje biskupu Trochtovi různé materiály, ale neváhá navléknout montérky a uplatnit svou elektrikářskou profesi, když je třeba v biskupské residenci nebo jinde pomoci. V té době také pomáhá různým řeholním rodinám sester při úpravě stanov po II. vatikánském koncilu.
V roce 1973 se Trochta stává kardinálem, ale v následujícím roce po jednom vyčerpávajícím rozhovoru s církevním tajemníkem Karlem Dlabalem náhle umírá.

## Život v normalizaci
Po Trochtově smrti, v období normalizace, se Škurka vrací na Moravu do Nákla, kde má svůj domek a své knihy. Časem dostává souhlas k výpomoci v duchovní správě. Věnuje se dále svému oboru, překládá a píše. Dočkal se sametové revoluce a obnovení legální činnosti salesiánů.
Hlásí se ale stáří. Bílé vlasy už měl Škurka dávno, ale slábne mu sluch a přicházejí různé zdravotní potíže. Musí na operaci se žlučníkem, avšak z operační narkózy se nemůže dlouho probudit. Jsou obavy, že tak dlouhé bezvědomí nezůstane bez následků. Jeho zdravotní stav se rapidně zhoršuje a 18. prosince 1990 umírá. Pohřben byl v na hřbitově v Olomouci v Holicích do společného hrobu spolubratří salesiánů za účasti arcibiskupa Františka Vaňáka, který byl rovněž odborník na církevní právo a spolupráce se Škurkou si velmi cenil.